# Tmesisternus arabukae
Tmesisternus arabukae là một loài bọ cánh cứng trong họ Cerambycidae.